# Закон Мальтуса
Закон Мальтуса — найпростіша модель експоненційного зростання чисельності популяції за умови сталого приросту (необмежених ресурсів). 
Позначимо літерою N чисельність популяції. Лінійне диференціальне рівняння, встановлене для популяцій Бернуллі (1760), буде задавати динаміку приросту:
{\displaystyle {\frac {dN}{dt}}=\mu N},
де t — час, {\displaystyle \mu } — величина, що є різницею коефіцієнта народжуваності B та смертності D:
{\displaystyle \mu =B-D}
Розв'язком рівняння при {\displaystyle \mu ={\text{const}}} є експоненціальна функція
{\displaystyle N(t)=N(0)e^{\mu t}}
При {\displaystyle \mu ={\text{const}}>0} закон розвитку популяції, який задається останнім рівнянням, відомий як закон Мальтуса.
Таким законом описують зростання кількості бактерій, водоростей, дріжджів, до того як середовище почне виснажуватись. Модель Мальтуса можна застосовувати в обмежених часових інтервалах.